# Oswald z Nortumbrii
Święty Oswald (ur. ok. 604 w Deirze, zm. 5 sierpnia 642 pod Maserfield) – król Northumbrii (634–641), święty Kościoła katolickiego oraz anglikańskiego

## Żywot świętego
Oswald urodził się jako syn królewski. Jego ojcem był Etelfryd. Po powstaniu Brytów, które kosztowało życie jego ojca, zmuszony do ucieczki, schronił się w Szkocji na wyspie Jona. W klasztorze, który się tam znajdował, przyjął chrzest. Gdy władzę przejął Caedwall, zamordowano dwóch braci Oswalda. Caedwall został pokonany przez świętego pod Hewenfeld w 634 roku. Oswald został królem i wprowadził w kraju chrześcijaństwo. Ożenił się z Cyneburgą, córką Cynegilsa, władcy Wesseksu, który również przyjął chrześcijaństwo. Zginął podczas bitwy wydanej przez przeciwników politycznych pod przywództwem Pendy króla Mercji pod Maserfield w 642 roku. Do Nortumbrii wróciło pogaństwo, aby po kilku latach znów kraj stał się chrześcijański.

## Kult
Wspomnienie liturgiczne w Kościele katolickim obchodzone jest 5 sierpnia.
Patronat
Oswald jest patronem angielskiej rodziny królewskiej, krzyżowców i żniwiarzy.